# Slater Martin
Slater Nelson Martin (Elmina, 22 ottobre 1925 – Houston, 18 ottobre 2012) è stato un cestista e allenatore di pallacanestro statunitense, professionista nella NBA.

## Statistiche
| † | Denota le stagioni in cui ha vinto il titolo |
| * | Primo nella lega                             |

### Giocatore
NBA

#### Regular Season
| Anno       | Squadra            | PG  | PT | MP   | TC%  | 3P% | TL%  | RP  | AP  | PRP | SP | PP   |
| ---------- | ------------------ | --- | -- | ---- | ---- | --- | ---- | --- | --- | --- | -- | ---- |
| 1949-1950† | Minneapolis Lakers | 67  | -  | -    | 35,1 | -   | 63,4 | -   | 2,2 | -   | -  | 4,0  |
| 1950-1951  | Minneapolis Lakers | 68  | -  | -    | 36,2 | -   | 68,4 | 3,6 | 3,5 | -   | -  | 8,5  |
| 1951-1952† | Minneapolis Lakers | 66* | -  | 37,6 | 37,5 | -   | 74,7 | 3,5 | 3,8 | -   | -  | 9,3  |
| 1952-1953† | Minneapolis Lakers | 70  | -  | 36,5 | 41,0 | -   | 78,0 | 2,7 | 3,6 | -   | -  | 10,6 |
| 1953-1954† | Minneapolis Lakers | 69  | -  | 35,8 | 38,8 | -   | 72,4 | 2,4 | 3,7 | -   | -  | 9,9  |
| 1954-1955  | Minneapolis Lakers | 72  | -  | 38,7 | 38,1 | -   | 76,9 | 3,6 | 5,9 | -   | -  | 13,6 |
| 1955-1956  | Minneapolis Lakers | 72  | -  | 39,4 | 35,8 | -   | 83,3 | 3,6 | 6,2 | -   | -  | 13,2 |
| 1956-1957  | N.Y. Knicks        | 13  | -  | 32,8 | 34,4 | -   | 83,0 | 3,2 | 3,0 | -   | -  | 8,5  |
| 1956-1957  | St. Louis Hawks    | 53  | -  | 37,3 | 33,0 | -   | 78,2 | 4,6 | 4,3 | -   | -  | 11,5 |
| 1957-1958† | St. Louis Hawks    | 60  | -  | 35,0 | 33,6 | -   | 74,6 | 3,8 | 3,6 | -   | -  | 12,0 |
| 1958-1959  | St. Louis Hawks    | 71  | -  | 35,3 | 34,7 | -   | 77,6 | 3,6 | 4,7 | -   | -  | 9,7  |
| 1959-1960  | St. Louis Hawks    | 64  | -  | 27,4 | 37,1 | -   | 72,9 | 2,9 | 5,2 | -   | -  | 6,2  |
| Carriera   | Carriera           | 745 | -  | 35,9 | 36,4 | -   | 76,2 | 3,4 | 4,2 | -   | -  | 9,8  |

#### Playoffs
| Anno     | Squadra            | PG  | PT | MP    | TC%  | 3P% | TL%  | RP  | AP  | PRP | SP | PP   |
| -------- | ------------------ | --- | -- | ----- | ---- | --- | ---- | --- | --- | --- | -- | ---- |
| 1950†    | Minneapolis Lakers | 12* | -  | -     | 42,0 | -   | 58,3 | -   | 2,1 | -   | -  | 4,7  |
| 1951     | Minneapolis Lakers | 7   | -  | -     | 35,3 | -   | 51,9 | 6,0 | 3,6 | -   | -  | 7,1  |
| 1952†    | Minneapolis Lakers | 13  | -  | 40,2  | 34,5 | -   | 73,2 | 2,8 | 4,3 | -   | -  | 9,0  |
| 1953†    | Minneapolis Lakers | 12* | -  | 37,8  | 39,8 | -   | 76,5 | 2,6 | 3,6 | -   | -  | 10,1 |
| 1954†    | Minneapolis Lakers | 13* | -  | 41,0  | 33,0 | -   | 74,3 | 2,2 | 4,6 | -   | -  | 9,7  |
| 1955     | Minneapolis Lakers | 7   | -  | 45,0* | 29,8 | -   | 81,6 | 4,0 | 4,4 | -   | -  | 13,7 |
| 1956     | Minneapolis Lakers | 3   | -  | 40,3  | 45,9 | -   | 83,3 | 2,3 | 5,0 | -   | -  | 18,0 |
| 1957     | St. Louis Hawks    | 10* | -  | 43,9  | 35,5 | -   | 75,7 | 4,2 | 4,9 | -   | -  | 16,6 |
| 1958†    | St. Louis Hawks    | 11* | -  | 37,8  | 32,1 | -   | 61,9 | 4,4 | 3,6 | -   | -  | 11,5 |
| 1959     | St. Louis Hawks    | 1   | -  | 18,0  | 80,0 | -   | -    | 3,0 | 2,0 | -   | -  | 8,0  |
| 1960     | St. Louis Hawks    | 3   | -  | 19,3  | 7,7  | -   | 25,0 | 1,0 | 2,7 | -   | -  | 1,0  |
| Carriera | Carriera           | 92  | -  | 39,4  | 35,1 | -   | 71,5 | 3,4 | 3,8 | -   | -  | 10,0 |

### Allenatore

#### NBA e ABA
| Stagione | Squadra                 | Regular Season | Regular Season | Regular Season | Regular Season | Regular Season            | Post Season                                                |
| Stagione | Squadra                 | V              | P              | % V            | G              | Posizione finale          | Post Season                                                |
| -------- | ----------------------- | -------------- | -------------- | -------------- | -------------- | ------------------------- | ---------------------------------------------------------- |
| 1956-57  | St. Louis Hawks (NBA)   | 5              | 3              | 62,5           | 8              |                           |                                                            |
| 1967-68  | Houston Mavericks (ABA) | 29             | 49             | 37,2           | 78             | 4º nella Western Division | Sconfitto alle Semifinali di Division dai Chaparrals (0-3) |
| 1968-69  | Houston Mavericks (ABA) | 3              | 9              | 25,0           | 12             |                           |                                                            |
|          | Carriera                | 37             | 61             | 37,8           | 98             |                           |                                                            |

## Palmarès
- Campionato NBA: 5

Minneapolis Lakers: 1950, 1952, 1953, 1954
St. Louis Hawks: 1958
- 5 volte All-NBA Second Team (1955, 1956, 1957, 1958, 1959)
- 7 volte NBA All-Star (1953, 1954, 1955, 1956, 1957, 1958, 1959)